# Adriano Pimenta
Adriano Pimenta (født 14. november 1982) er en brasiliansk fodboldspiller.